# 新城郡 (隋朝)
新城郡，中国隋朝时设置的郡。
大业初年，改梓州为新城郡，辖境相当今四川省三台、盐亭、射洪等县地。唐朝武德元年（618年），复为梓州。